# スーパーマン:アンバウンド
『スーパーマン:アンバウンド』（英: Superman: Unbound）は、DCコミックスから2008年に出版されたアメリカン・コミックス『スーパーマン』のエピソード「スーパーマン: ブレイニアック」を原作とするOVA。DCユニバース・アニメイテッド・オリジナル・ムービーズとしては16作目の映像作品で、2013年5月7日に発売された。

## キャスト
- スーパーマン - マット・ボマー
- スーパーガール - モリー・C・クイン
- ロイス・レイン - スタナ・カティック
- ジミー・オルセン - アレクサンダー・グールド
- ペリー・ホワイト - ウェイド・ウィリアムズ
- スティーブ・ロンバード（英語版） - ディードリック・ベーダー
- ロン・トループ（英語版） - マイケル＝レオン・ウーリー
- マーサ・ケント - フランセス・コンロイ
- ゾー゠エル（英語版） - スティーヴン・ルート
- アルーラ・イン゠ゼ（英語版） - シリーナ・アーウィン
- タラ・アク゠バー（英語版） - メリッサ・ディズニー
- ブレイニアック - ジョン・ノーブル